# Ziethen (bei Anklam)
 For alternative betydninger, se Ziethen. (Se også artikler, som begynder med Ziethen)
Ziethen er en by og kommune i det nordøstlige Tyskland, beliggende i Amt Züssow i den nordlige del af Landkreis Vorpommern-Greifswald. Landkreis Vorpommern-Greifswald ligger i delstaten Mecklenburg-Vorpommern.

## Geografi
Ziethen er beliggende fire kilometer nord for Anklam og omkring 20 kilometer øst for Gützkow. Mod syd grænser kommunen op til Peenedalen. Nord for Ziethen ligger et ca. 20 moh. højdedrag. Peenedalen er et hedelandskab med op til 9 meter dybe tørvegrave der blev gravet i 1950'erne.
Det var først i 1990'erne, at man begyndte naturgenopretning af hedelandet ved at fjerne gamle kog. Man afbrød pumpeanlæggene og åbnede digerne med efterfølgende oversvømmelse af de afvandede områder.
Resultatet var de store lavvandede vandflader på Menzlin-polderen over for byen Anklam, som blev et fristed for vandfugle.
I kommunen findes landsbyerne:
- Ziethen
- Jargelin
- Menzlin

og bebyggelserne:
- Plachta (Wüstung)
- Nemantewitz (Wüstung)

Kommunens administration ligger i den tidligere Amtsbygning i Ziethen.

### Nabokommuner
Nabokommuner er Klein Bünzow mod nord, Rubkow mod nordøst, Murchin mod øst, byen Anklammod sydøst, Postlow mod syd, Stolpe an der Peene mod sydvest og Groß Polzin mod vest.

## Eksterne kilder og henvisninger
- Wikimedia Commons har flere filer relateret til Ziethen (bei Anklam)

- Kommunens side på amtets websted.